# Dasytes alpigradus
Dasytes alpigradus är en skalbaggsart som beskrevs av Ernst Hellmuth von Kiesenwetter 1863. Dasytes alpigradus ingår i släktet Dasytes, och familjen borstbaggar. Arten har ej påträffats i Sverige.